# Črni Vrh (szczyt)
Črni Vrh (niem. Schwarzkogel) – najwyższy szczyt w paśmie Pohorje, w Słowenii. Ze szczytu można podziwiać panoramę Alp Kamnckich.